# 1865 (numero)
Milleottocentosessantacinque (1865) è il numero naturale dopo il 1864 e prima del 1866.

## Proprietà matematiche
- È un numero dispari.
- È un numero composto da 4 divisori: 1, 5, 373, 1865. Poiché la somma dei suoi divisori (escluso il numero stesso) è 379 < 1865, è un numero difettivo.
- È un numero semiprimo.
- È esprimibile come somma di due quadrati: 1865 = 841 + 1024 = 292 + 322.
- È un numero nontotiente in quanto dispari e diverso da 1.
- È un numero malvagio.
- È un numero intero privo di quadrati.
- È parte delle terne pitagoriche (183, 1856, 1865), (344, 1833, 1865), (1119, 1492, 1865), (1260, 1375, 1865), (1865, 4476, 4849), (1865, 69552, 69577), (1865, 347820, 347825), (1865, 1739112, 1739113).

## Astronomia
- 1865 Cerberus è un asteroide near-Earth.

## Astronautica
- Cosmos 1865 è un satellite artificiale russo.